# Flatexdegiro
Flatexdegiro AG — зареєстрований у Німеччині постачальник фінансових технологій, розташований у Франкфурті-на-Майні, і материнська компанія Flatexdegiro Bank AG. Компанія була заснована в липні 1999 року і має 10 представництв у Німеччині (Андернах, Берлін, Дюссельдорф, Гамбург, Кульмбах, Лейпциг, Леверкузен, Нойс, Вілліх, Цвікау) і по одному представництву в Болгарії (Софія), Австрії (Відень) і в Нідерландах (Амстердам). На кінець 2021 року компанія мала близько 2 мільйонів клієнтів і здійснила 91 мільйон операцій з цінними паперами.

## Історія
Заснована в 1999 році як «PRE.IPO AG», компанія «Flatex AG» вийшла на ринок у 2006 році з онлайн-брокером «Flatex». Співзасновником був власник підприємства «Börsenmedien AG» і видавець біржового листа «Der Aktionär» Бернд Ферч. Влітку 2009 року під назвою «Flatex AG» відбувся перший публічний продаж акцій компанії. При цьому термін «flatex» є так званою контамінацією, і походить від двох англійських слів: flat, що означає «все включено», та execution — «виконання». При цьому за операцію з цінними паперами клієнт сплачує фіксовану суму незалежно від обсягу. У 2014 році «Flatex AG» було перейменовано на «FinTech Group AG». У 2017 році 
«Фонд Оскара Патцельта» визнав «FinTech Group AG» «банком року». У серпні 2019 року назву «FinTech Group AG» було повернено до «Flatex AG».

### Придбання XCOM AG
Мажоритарний пакет акцій фірми XCOM AG, яка з 1988 року була на ринку як компанія з програмного та системного  забезпечення, був придбан в березні 2015 року. 31 серпня 2017 року XCOM AG була об’єднана з «Flatex AG». З цим придбанням «Flatexdegiro Bank AG» також увійшов до складу «FinTech Group AG».

### Придбання DEGIRO BV
У грудні 2019 року Flatex AG оголосила про купівлю голландського онлайн-брокера «Degiro» (напис DEGIRO). Після придбання «Flatex» планував стати першим і найбільшим онлайн-брокером у Європі та обслуговувати понад один мільйон клієнтів до кінця 2020 року, здійснюючи понад 35 мільйонів транзакцій щорічно та обробляючи понад 200 мільярдів євро транзакцій. Угода з придбання «Degiro» була завершена в кінці липня 2020 року. Після поглинання компанія змогла збільшити кількість клієнтів до понад мільйона. Після поглинання клієнти «Degiro» отримали вигоду від захисту вкладів тодішнього Flatex Bank та його банківської ліцензії. Тепер «Degiro» також може надавати банківські послуги. На загальних зборах акціонерів у жовтні 2020 року «Flatex AG» було перейменовано на «Flatexdegiro AG» (правильне написання «flatexDEGIRO»).
У жовтні 2020 року Flatexdegiro було допущено до «Prime Standard» франкфуртської фондової біржі, а через два місяці — до SDAX.

### Заходи проти flatexDEGIRO Bank
7 лютого 2023 року Федеральна служба фінансового нагляду Німеччини (нім. BaFin) наклала на flatexDEGIRO Bank AG юридично обов’язкове рішення — штраф у розмірі 1 050 000 євро через те, що установа порушила правила банківського нагляду. Крім того, 8 вересня 2022 року до flatexDEGIRO Bank AG і flatexDEGIRO AG як материнської компанії фінансової холдингової групи flatexDEGIRO AG були введені додаткові вимоги стосовно потреб до власного капіталу. Заходи набрали чинності з 21 лютого 2023 року.

## Сфери діяльності
У поточному річному звіті розрізняють основний бізнес онлайн-брокерства, існуючий бізнес-бізнес (B2B) і другорядний бізнес Credit & Treasury (C&T). Бізнес-сфера онлайн-посередництва з брендами Flatex, Degiro та ViTrade є головною діяльністю Flatexdegiro AG. Бізнес-сферу B2B перейняв Flatexdegiro Bank AG. Відділ казначейства займається диверсифікацією інвестицій у формі банківських і державних облігацій, Pfandbriefe, поточних/строкових депозитів, грошових позик або спеціальних фондів. Кредитний бізнес охоплює, наприклад, синдиковані, ломбардні або спеціальні позики, які продаються клієнтам через онлайн-брокерські бренди.

### Flatex
Онлайн-брокер Flatex націлений на безконсультаційний бізнес з цінними паперами в німецькомовних країнах і Нідерландах. Flatex називає себе при цьому «брокером зі знижками» (англ. Discount Broker). За операцію з цінними паперами клієнт сплачує фіксовану суму незалежно від обсягу. За допомогою цієї моделі ціноутворення Flatex вперше на німецькому ринку скасував модель ціноутворення, залежну від обсягу. Пропозиція Flatex, торгівля акціями, сертифікатами, варрантами, облігаціями, відкритими інвестиційними фондами, біржовими фондами (ETF), продуктами з кредитним плечем/біржовими продуктами (ETP), контрактами на різницю (CFD) та іноземною валютою (FX), спрямована, на основі власної інформації, на «активних, добре поінформованих торговців, які діють незалежно». У квітні 2021 року онлайн-брокер скасував усі витрати на свої плани накопичення ETF, та плани накопичення фондів. Це стосується близько 3000 продуктів. Крім того, річна комісія за зберігання, що сплачується для цих ETF і фондів, більше не застосовується

#### Негативна процентна ставка
15 березня 2017 року Flatex запровадив негативну процентну ставку в розмірі 0,4 відсотка для всіх клієнтів, зробивши Flatex першою фінансовою установою в Німеччині, яка стягує негативні процентні ставки з першого євро. Цей крок був обґрунтований монетарною політикою Європейського центрального банку (ЄЦБ). У той же час відкритий підхід до негативних процентних ставок сприймався позитивно, а Франк Ніхаге (нім. Frank Niehage), генеральний директор Flatex AG, був названий таблоїдом «Bild» «найчеснішим керівником банку Німеччини». У жовтні 2019 року Flatex підвищив цю процентну ставку до 0,5 відсотка відповідно до процентної ставки ЄЦБ. У серпні 2022 року Flatex скасував негативні процентні ставки для своїх клієнтів.